# Between My Head and the Sky
Albums de Yoko Ono Plastic Ono Band
Don't Stop Me! EP
(2009) Onomix
(2012)
Between My Head and the Sky est le treizième album studio de Yoko Ono sorti par Chimera Music le 21 septembre 2009. Il s'agit du premier album sorti sous le nom de « Yoko Ono/Plastic Ono Band » depuis l'album Feeling the Space en 1973. La nouvelle composition du Plastic Ono Band comprend Cornelius, Yuka Honda (de Cibo Matto) et le fils de Yoko Ono Sean Lennon comme chef du groupe et producteur.

## Liste des chansons
Toutes les chansons sont composées par Yoko Ono.
| No  | Titre                            | Producer(s) | Durée |
| --- | -------------------------------- | ----------- | ----- |
| 1.  | Waiting for the D Train          |             | 2:46  |
| 2.  | The Sun Is Down! (Cornelius Mix) |             | 4:49  |
| 3.  | Ask the Elephant!                |             | 2:57  |
| 4.  | Memory of Footsteps              |             | 3:30  |
| 5.  | Moving Mountains                 |             | 3:00  |
| 6.  | CALLING                          |             | 4:19  |
| 7.  | Healing                          |             | 4:25  |
| 8.  | Hashire, Hashire                 |             | 3:35  |
| 9.  | BETWEEN MY HEAD AND THE SKY      |             | 5:33  |
| 10. | Feel the Sand                    |             | 5:30  |
| 11. | Watching the Rain                |             | 5:30  |
| 12. | Unun. To                         |             | 3:16  |
| 13. | I'm Going Away Smiling           |             | 2:53  |
| 14. | Higa Noboru                      |             | 5:44  |
| 15. | I'm Alive                        |             | 0:22  |
| 16. | Hanako (piste bonus japonaise)   |             |       |

## Fiche technique

### Interprètes
- Yoko Ono : chant
- Sean Lennon : guitare acoustique, guitare électrique, piano, claviers,  basse, batterie, percussions
- Keigo Oyamada : guitare, basse, tenori-on, percussions
- Hirotaka Shimizu : guitare, percussions
- Yuko Araki : batterie, percussions
- Shahzad Ismaily : guitare, basse, batterie, percussions
- Yuka Honda : pro tools, piano, orgue, percussions
- Michael Leonhart : trompette, vibraphone, percussions
- Erik Friedlander : violoncelle
- Daniel Carter : saxophone ténor, flûte
- Indigo Street : guitare